# Transtorno de somatização
Transtorno ou Sindrome de Biquet é caracterizada essencialmente pela presença de sintomas físicos, múltiplos, recorrentes e variáveis no tempo, sem causa orgânica identificável que persiste por mais de dois anos. A maioria dos pacientes teve uma longa e complicada história de contato tanto com a assistência médica primária quanto especializada durante as quais muitas investigações negativas ou cirurgias exploratórias sem resultado podem ter sido realizadas. É um tipo de transtorno somatoforme assim como o transtorno hipocondríaco e transtorno dismórfico corporal.

## Características
A somatização pode ser compreendida quando um sintoma físico se faz presente, todavia não se observa qualquer base para confirmar um diagnóstico pelas vias convencionais, pois as causas comuns ao quadro não se encontram presentes e está geralmente associado à um trauma psicológico forte. Tão forte que é capaz de produzir sintomas físicos.
Os sintomas podem estar referidos a qualquer parte ou sistema do corpo. O curso da doença é crônico e flutuante, e frequentemente se associa a uma alteração do comportamento social, interpessoal e familiar.
Estudos com neuroimagem demonstram maior vulnerabilidade a dor e mal estar em pacientes que fazem somatização.

## Causa

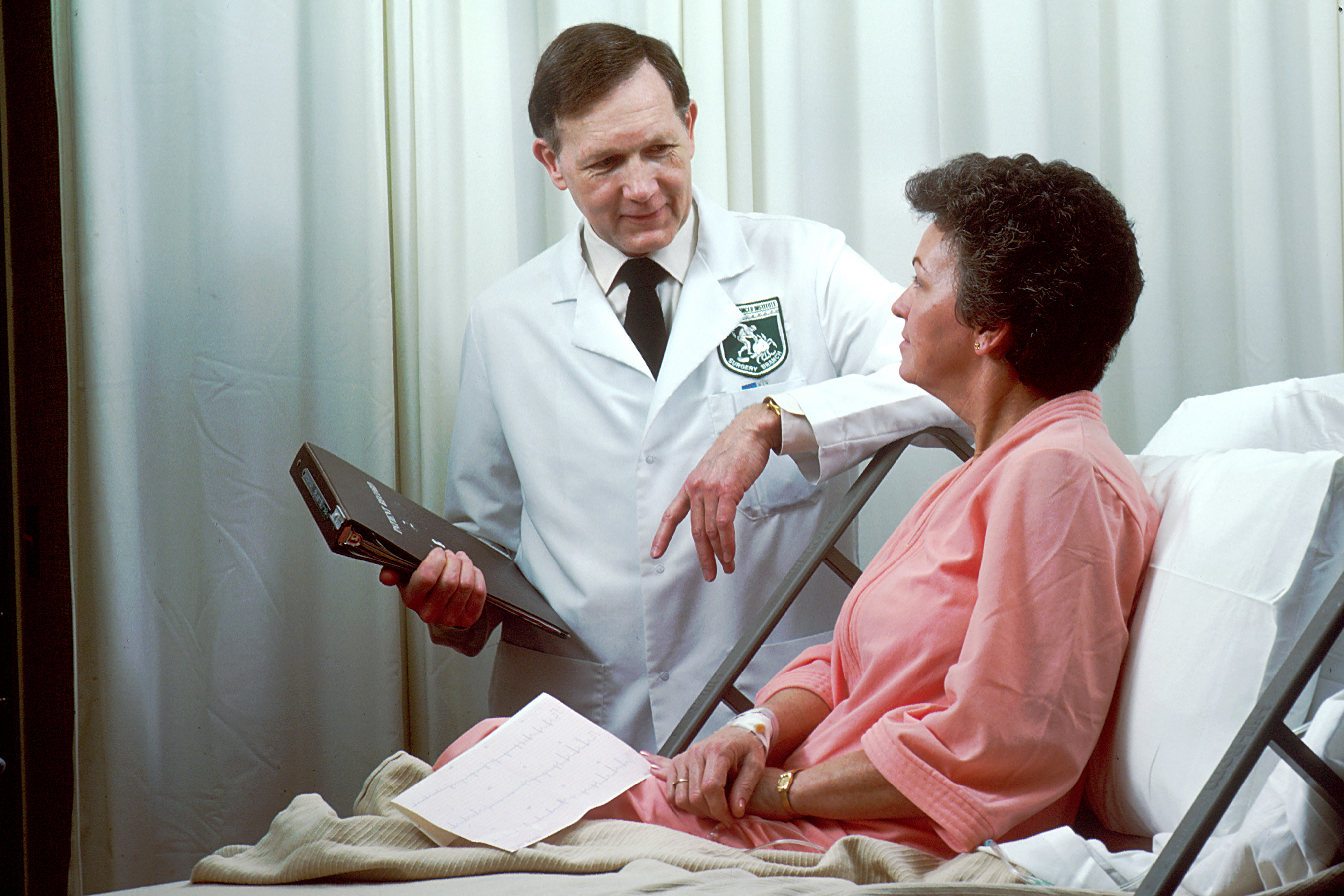
Um grande número de pacientes possuem histórico de abusos físicos, emocionais ou sexuais.

Assim como receber notícia de uma tragédia pode causar sintomas psicológicos como dor de cabeça, tontura, fraqueza, batimento cardíaco acelerado e náusea, vivenciar eventos estressantes causam um grande número de sintomas físicos especialmente relacionados ao sistema neurológico, digestivo, imune, reprodutivo e ao circulatório.
Outra possível causa é uma sensibilidade aumentada a sintomas físicos, que são aumentados e agravados por sintomas psicológicos no momento de desespero. A mente tem uma capacidade limitada de lidar com estresse e cansaço físico e pode potencializar sintomas físicos como forma de pressionar a pessoa a descansar e buscar ajuda.

## Diagnóstico diferencial
É comum estar associado a transtornos do humor ou transtornos de ansiedade podendo ser consequência de algum deles. Caso a pessoa tenha experienciado uma situação de risco de vida real em menos de um ano pode-se tratar de transtorno do pânico ou de transtorno de estresse pós-traumático.
Quando o transtorno tem uma duração mais breve (menos de dois anos) ou quando ele se caracteriza por sintomas menos evidentes, deve-se fazer o diagnóstico de transtorno somatoforme indiferenciado (CID F45.1).
Deve-se exclui o diagnóstico de Transtorno de Somatização quando o indivíduo estiver simulando deliberadamente, pois neste caso o enquadramento correto seria o proposto pela CID Z76.5 (simulação consciente) e caso ele ou outra pessoa esteja provocando os sintomas com uso de substâncias deve-se diagnosticar como transtorno factício.

## Tratamento
Atualmente a terapia comportamental cognitiva (TCC) é o tratamento com melhores resultados comprovados cientificamente para tratar transtornos somatoformes, incluindo o transtorno de somatização. Essa terapia envolve ajudar o indivíduo a identificar os eventos e crenças que desencadeiam e mantem seus sintomas físicos, ensiná-lo como lidar com a ansiedade e desgaste emocional, estimular reflexões sobre seus pensamentos e comportamentos não saudáveis, empoderar o paciente para enfrentar a raiz dos problemas, podendo acompanhá-lo em situações estressantes e estimular comportamentos e pensamentos que tornam o indivíduo mais saudável, produtivo e eficiente.
Antidepressivos podem ser usados para reduzir a ansiedade, melhorar a auto-estima do paciente e amenizar transtornos do humor ou transtornos de ansiedade correlacionados a somatização. Assim, conforme o humor melhora e a ansiedade diminui os sintomas também reduzem significativamente.